# Fett-Eiweiß-Quotient
Der Fett-Eiweiß-Quotient beschreibt eine Größe, mit welcher ein Rückschluss auf den Gesundheitszustand der milchgebenden Kuh möglich ist.

## Hintergrund
Da in der Frühlaktation nach dem Abkalben der Energiestoffwechsel der Kühe nicht gedeckt sein kann, sind Kühe in dieser Zeit krankheitsgefährdet und können z. B. an Ketose, Labmagenverlagerung oder Ovarialzysten erkranken. Da diese Erkrankungen zum Teil schleichend auftreten können, ist es notwendig, eine Größe zu nutzen, um diese Tiere frühzeitig zu erkennen und entsprechend zu behandeln. Die Parameter Fett und Eiweiß werden dabei ohnehin durch die Milchleistungsprüfung erfasst und stehen daher problemlos für eine Berechnung zur Verfügung. Der physiologische Normalbereich liegt zwischen 1,1 und 1,5. Bei Tieren mit einem Fett-Eiweiß-Quotienten außerhalb des Normalbereichs wurde eine erhöhte Abgangsrate festgestellt.